# Maestro dei Padiglioni

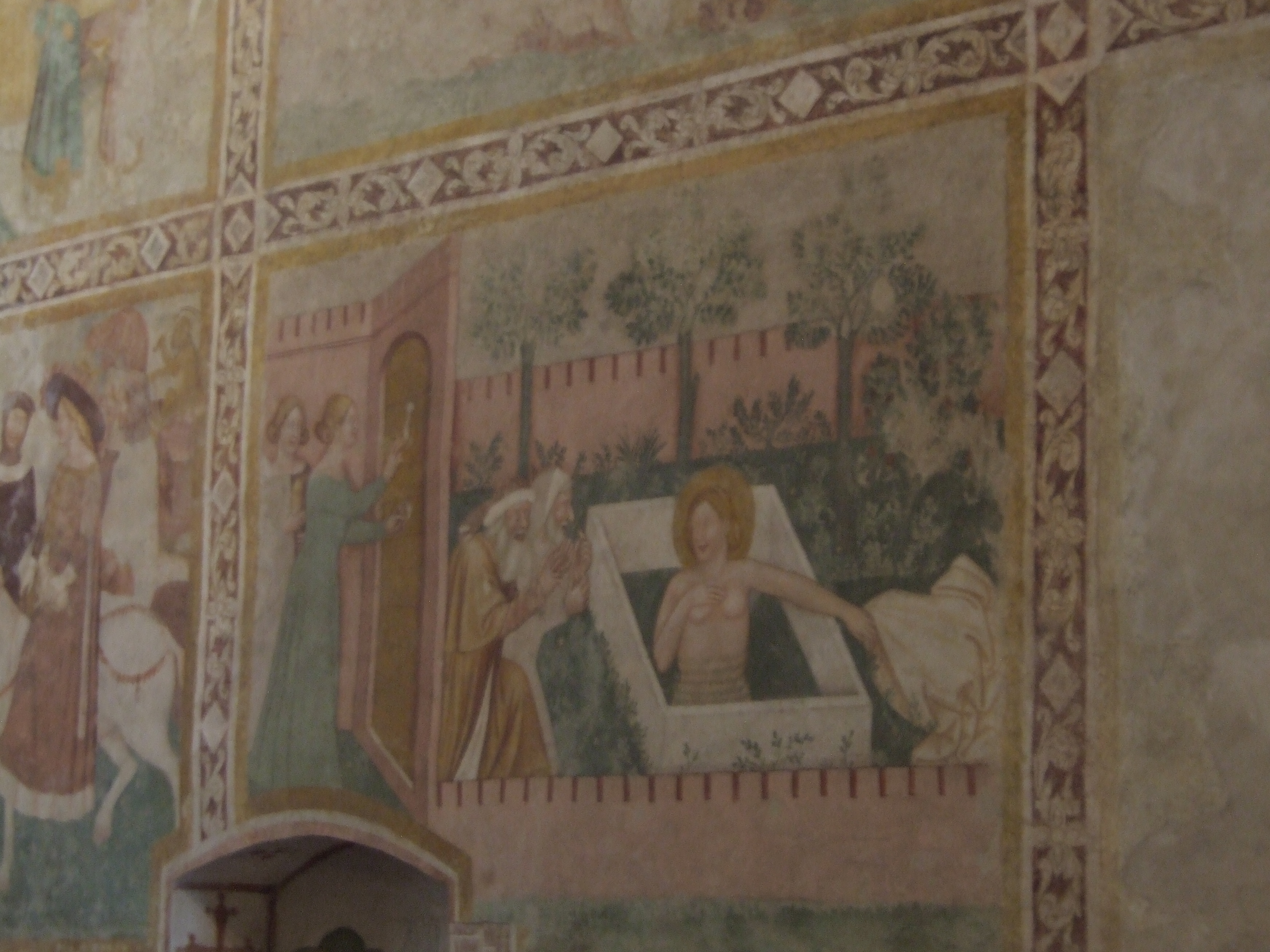
Maestro dei Padiglioni - Susanna al bagno - Abside del Duomo di Spilimbergo.

Sotto il nome Maestro dei Padiglioni è raccolto un gruppo di opere pittoriche accomunate dal motivo del padiglione coi lembi sollevati, individuato come motivo genericamente derivato da Vitale da Bologna e caro all'ambiente pittorico friulano, anche se non è garanzia di omogeneità stilistica e dell'unicità dell'esecutore.
Le opere che sono raggruppate sotto questo generico nome sono:
- l'Incoronazione della Vergine nel duomo di Udine,
- gli affreschi del duomo di Spilimbergo
- altri affreschi nei duomi di Valeriano, Venzone e Cividale.

Nell'ambito di una realtà che appare sempre più complessa e sfaccettata qual è la produzione friulana post-vitalesca, si tenta oggi di arrivare ad una sua più attenta distinzione di personalità artistiche su basi stilistiche, anche se le posizioni critiche sono parecchio distanti: c'è chi identifica l'autore dell’Incoronazione di Udine e degli affreschi di Spilimbergo con Cristoforo da Bologna, chi invece distingue fra un primo aiuto di Vitale che esegue l’Incoronazione ed un secondo che esegue la cappella dell'abside del duomo di Spilimbergo (1350) ed infine un terzo maestro, più autonomo rispetto ai due precedenti, a cui si devono gli affreschi del coro di Spilimbergo, capace di aggiornare la maniera di Vitale con le novità di Tomaso da Modena  presenti a Treviso.